# Бранденбурзькі ворота (Потсдам)
Бранденбурзькі ворота в Потсдамі (нім. Brandenburger Tor in Potsdam) — міська брама, побудована у 1770 році. Тим самим вона на 18 років старше за Бранденбурзькі ворота у Берліні.
Малі Бранденбурзькі ворота варто відрізняти від однойменного символу німецької столиці. Вони побудовані за проєктом архітектора Карла фон Гонтарда і Георга Християна Унгера за вказівкою Фрідріха Великого. Брама розташована у західній частині Бранденбурзької вулиці (нім. Brandenburger Straße). На цьому місці до 1733 року стояли інші, скромніші ворота, що нагадували фортечні.
Наприкінці Семирічної війни Фрідріх II наказав знести старі ворота і звести на їх місці нові Бранденбурзькі ворота на честь перемоги в цій війні. Бранденбурзькі ворота за своєю формою нагадують  давньоримську тріумфальну арку. Прообразом для них послужила арка Костянтина в Римі. Про вплив давньоримської архітектури свідчать подвійні коринфські колони й масивний карниз.
У потсдамських Бранденбурзьких воріт два різних фасади, що пояснює участь у їх створенні двох архітекторів. Гонтард запроєктував фасад, повернений до міста, а Унгер — зовнішній фасад. Бічні проходи для пішоходів з'явилися лише у 1843 році під час правління Фрідріха Вільгельма IV.